# Estadio Tomás Arrieta
El estadio Tomás Arrieta fue un escenario para la práctica del béisbol de Barranquilla, Colombia. Se encontraba localizado en la intersección de las carreras 54, la calle Murillo y la Vía 40 en el barrio Montecristo. Tenía capacidad para 8000 espectadores. Fue sede de diversos equipos como Café Universal y Caimanes de Barranquilla de la Liga Colombiana de Béisbol Profesional. Debe su nombre a la iniciativa de Marco Aurelio Vásquez, periodista deportivo que usaba el seudónimo de Niño Yeyo, de honrar a Tomás Arrieta, destacado atleta y beisbolista barranquillero fallecido en 1945. En 2006, el Team Rentería recibió el estadio en concesión por veinte años por parte de la administración distrital. En 2016 fue demolido para construir en su lugar el estadio Édgar Rentería.

## Historia
El estadio Tomás Arrieta fue construido en un tiempo récord de 92 días, las obras iniciaron el 23 de agosto y finalizaron el 25 de noviembre de 1946. La obra fue ejecutada por la Constructora del Caribe, y sus impulsores los gobernadores del departamento del Atlántico, Alberto Pumarejo y José M. Blanco. El escenario tuvo un costo de noventa mil pesos de la época. El motivo de la acelerada construcción fue la celebración de los V Juegos Centroamericanos y del Caribe.

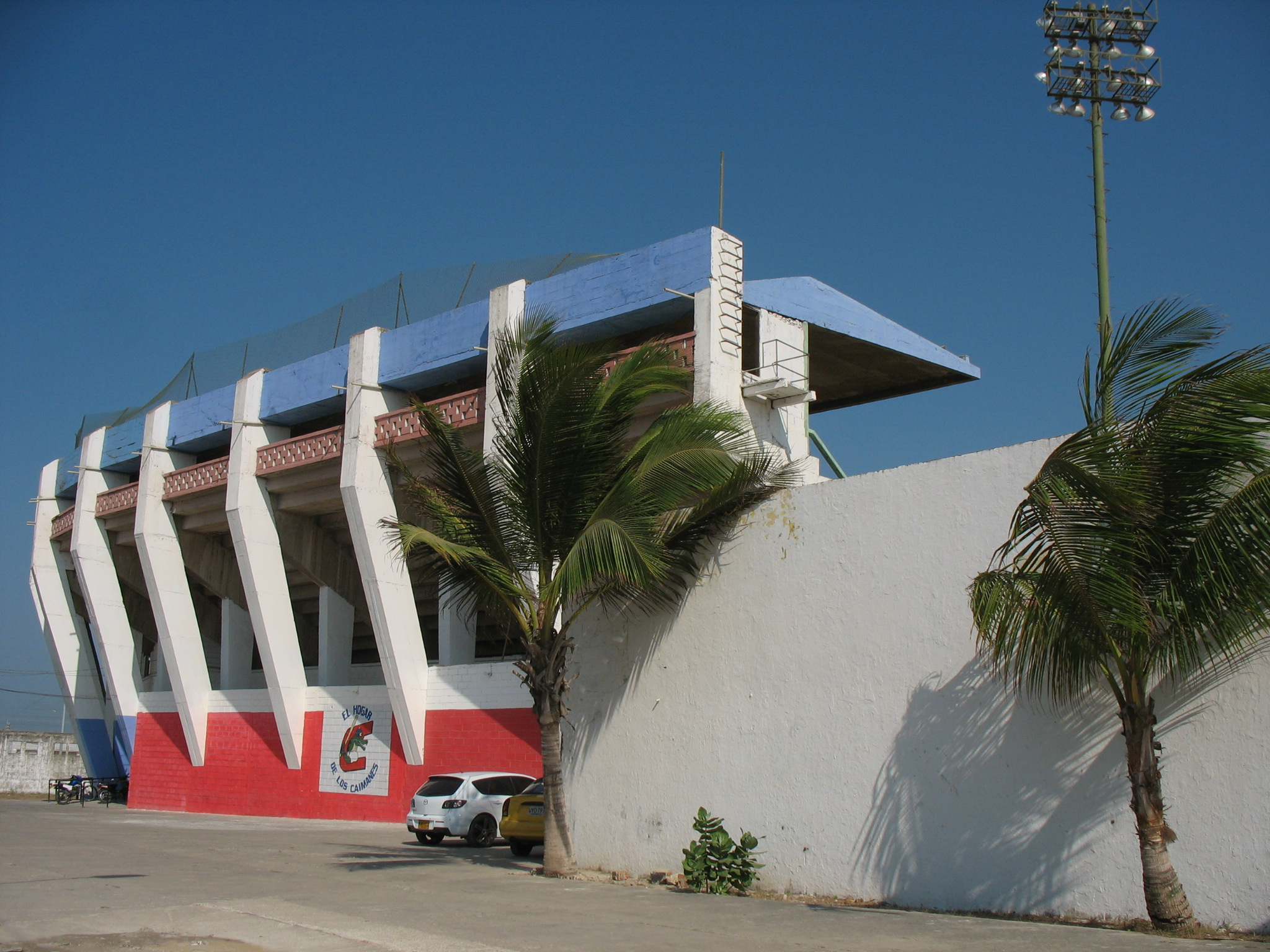
Exterior del estadio Tomás Arrieta.

Los terrenos donde se construyó el estadio pertenecían al municipio y eran vecinos de las bodegas del ferrocarril a Puerto Colombia y de la Estación Montoya. Cuando fue inaugurado el 9 de diciembre de 1946 con el partido Cuba-Colombia, se llamó «estadio Barranquilla», pero por iniciativa del periodista Chelo De Castro se le cambió más tarde el nombre en honor del destacado beisbolista barranquillero Tomás Arrieta. Entre los años 1964 y 1965 se cambió la orientación de la tribuna de sombra, haciendo un giro de 180 grados. 
Las medidas del terreno de juego eran: 315 pies por las líneas de los jardines derecho e izquierdo y 390 por el center field. Poseía un drenaje perfecto.
En 2008, la administración local adelantó gestiones para que Barranquilla fuera la sede de la Serie del Caribe de 2012, por lo que se planteó una importante remodelación para el estadio Tomás Arrieta, o incluso la construcción de un nuevo estadio cuyo costo sería de US$ 6 000 000 y tendría capacidad para 10 000 espectadores, cumpliendo así con las exigencias de la Confederación del Caribe para aspirar a la organización de una Serie del Caribe. En mayo de 2009, la Sociedad de Arquitectos del Atlántico presentó la maqueta del nuevo estadio.
El 1.° de noviembre de 2010, durante la celebración por el título de la Serie Mundial obtenido por los Gigantes de San Francisco, en la que Édgar Rentería resultó elegido Jugador Más Valioso gracias a su rendimiento y al jonrón que en el juego definitivo significó el título, el alcalde Alejandro Char anunció que al ser reconstruido, el estadio Tomás Arrieta sería rebautizado "Édgar Rentería".

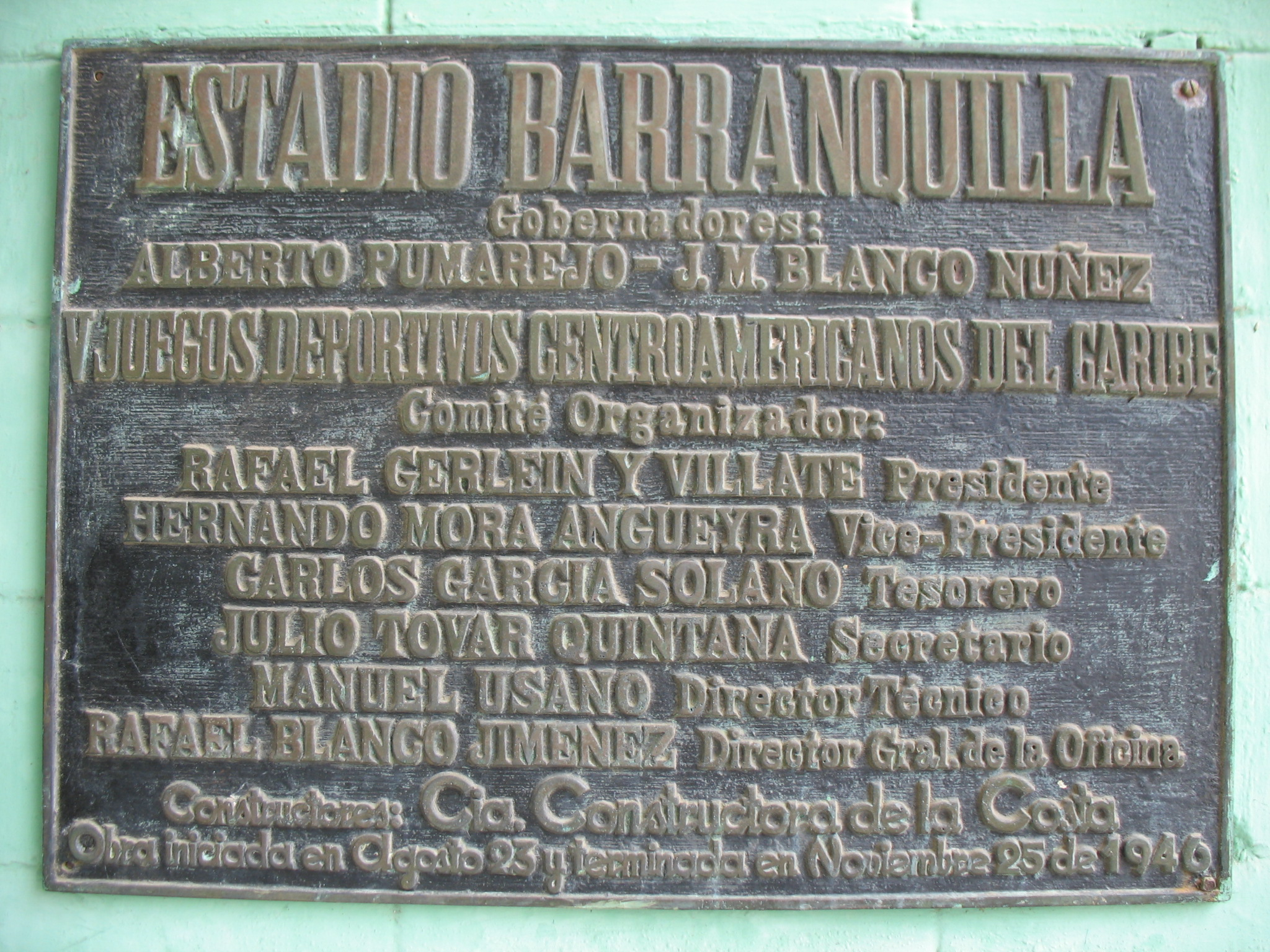
Placa conmemorativa.

Con ocasión de la designación de Barranquilla como sede de los Juegos Centroamericanos y del Caribe 2018, el gobierno nacional y la Alcaldía Distrital acordaron incluir al estadio Tomás Arrieta en la selección de escenarios deportivos que debían ser intervenidos para cumplir las exigencias y requerimientos técnicos y deportivos de la Odecabe. Se determinó que el actual estadio fuera demolido para construir en el mismo sitio un nuevo escenario cambiando en 180 grados la orientación del diamante y nuevas tribunas con capacidad para 6500 espectadores. El 1.° de julio de 2016, el estadio Tomás Arrieta fue demolido para construir en su lugar el estadio Édgar Rentería.